# Chelonus cingulipes
Chelonus cingulipes är en stekelart som beskrevs av Niezabitowski 1910. Chelonus cingulipes ingår i släktet Chelonus och familjen bracksteklar. Inga underarter finns listade i Catalogue of Life.